# Diözesan-Kunstverein Freising
Der Diözesan-Kunstverein Freising (auch Diözesan-Kunstverein München-Freising) bestand von 1857 bis 1878. Zweck des Vereins, der sich als wissenschaftliche Vereinigung verstand, war die Erforschung und Erhaltung alter Kunstwerke und Baudenkmäler im Erzbistum München-Freising.

## Geschichte
Der Verein wurde am 6. Mai 1857 auf Initiative des Freisinger Philosophen und Kunsthistorikers Joachim Sighart gegründet. Sighart, der zahlreiche Schriften und Abhandlungen zu kunstgeschichtlichen Themen abgefasst hatte, wurde erster Vorstand des Vereins. Die Gründungsmitglieder waren überwiegend Lehrer und Professoren des Freisinger Königlich Bayerischen Lyceums und des Freisinger Priesterseminars, das damals als Erzbischöfliches Priesterseminar bezeichnet wurde. 
Nach dem Tod Sigharts 1867 entwickelte sich der Verein nicht mehr. Er erlosch 1878. Bereits 1860 wurden die Aufgaben weitgehend durch den Münchner Verein für Christliche Kunst übernommen, der bis heute besteht.